# Прва Влада Себастијана Курца
Прва Влада Себастијана Курца или Курцова влада (њем. Bundesregierung Kurz I) је садашња влада Аустрије, преузела је дужност 18. децембра 2017. године. Она је наследила владу Керн, након избора 2017. године. Себастијан Курц, лидер десног центра ОВП, постигао је споразум о коалицији с десничарским ФПО, чинећи га канцеларком Аустрије. Кабинет је именовао предсједник Александер Фан дер Белен. 

## Састав
| Слика             | Име                    | Служба                                                        | Преузео службу    |             | Странка                   |             |             |
| Руководство       | Руководство            | Руководство                                                   | Руководство       | Руководство | Руководство               | Руководство | Руководство |
| ----------------- | ---------------------- | ------------------------------------------------------------- | ----------------- | ----------- | ------------------------- | ----------- | ----------- |
|                   | Себастијан Курц        | Канцелар Аустрије                                             | 18. децембар 2017 |             | ОВП                       |             |             |
|                   | Хајнц-Кристијан Штрахе | Вицеканцелар Аустрије Министар за државну службу и спорт      | 18. децембар 2017 |             | ФПО                       |             |             |
| Министри          |                        |                                                               |                   |             |                           |             |             |
|                   | Хартвиг Логер          | Министар финансија                                            | 18. децембар 2017 |             | Независан (ÖVP номинован) |             |             |
|                   | Херберт Кицкл          | Министар унутрашњих послова                                   | 18. децембар 2017 |             | ФПО                       |             |             |
|                   | Карин Кнеисл           | Министар за Европу, Интеграцију и спољне послове              | 18. децембар 2017 |             | Независан (FPÖ номинован) |             |             |
|                   | Јозеф Мосер            | Министар за уставна питања, реформе, дерегулацију и правду    | 18. децембар 2017 |             | Независан (ÖVP номинован) |             |             |
|                   | Марио Кунасек          | Министар одбране                                              | 18. децембар 2017 |             | ФПО                       |             |             |
|                   | Хеиц Фасман            | Министар образовања, науке и истраживања                      | 18. децембар 2017 |             | Независан (ÖVP номинован) |             |             |
|                   | Беате Хартингер-Клеин  | Министар рада, социјалних питања, здравља и заштите потрошача | 18. децембар 2017 |             | ФПО                       |             |             |
|                   | Норберт Хофер          | Министар саобраћаја, иновација и технологије                  | 18. децембар 2017 |             | ФПО                       |             |             |
|                   | Елисабета Костингер    | Министар одрживости и туризма                                 | 18. децембар 2017 |             | ОВП                       |             |             |
|                   | Маргарете Шрамбок      | Министар за дигиталне и економске послове                     | 8. јануар 2018    |             | ОВП                       |             |             |
|                   | Гернот Блумел          | Канцеларијски министар за ЕУ, уметност, културу и медије      | 18. децембар 2017 |             | ОВП                       |             |             |
|                   | Јулиана Богнер-Страус  | Канцеларијски министар за жене, породице и младе              | 18. децембар 2017 |             | ОВП                       |             |             |
| Државни секретари |                        |                                                               |                   |             |                           |             |             |
|                   | Хуберт Фух             | Државни секретар у Министарству финансија                     | 18. децембар 2017 |             | ФПО                       |             |             |
|                   | Каролина Едстадлер     | Државни секретар у Министарству унутрашњих послова            | 18. децембар 2017 |             | ОВП                       |             |             |